# Русендаль, Бьёрн
Бьёрн Русендаль (швед. Björn Rosendahl) — шведский ориентировщик, победитель чемпионата мира 1979 года по спортивному ориентированию в эстафете.
Бьёрн Русендаль вместе с партнёрами по сборной команде Швеции (Рольф Петтерссон, Челль Лаури и Ларс Лённквист) стал победителем в эстафете на чемпионате мира 1979 года, который проходил
в окрестностях финского города Тампере.